# Carex winterbottomii
Espèce
Classification phylogénétique
Carex winterbottomii est une espèce de plantes du genre Carex et de la famille des Cyperaceae.